# هيو لوسون وايت هيل
هيو لوسون وايت هيل (بالإنجليزية: Hugh Lawson White Hill)‏ هو سياسي أمريكي، ولد في 1 مارس 1810 في ميكمينفيل في الولايات المتحدة، وتوفي في 18 يناير 1892 في مقاطعة وارن في الولايات المتحدة. حزبياً، نشط في الحزب الديمقراطي. وقد انتخب عضو مجلس نواب تينيسي وانتخب عضو مجلس النواب الأمريكي.